# Biljača, Bujanovac
Biljača (izvirno srbsko Биљача) je naselje v Srbiji, ki upravno spada pod Občino Bujanovac; slednja pa je del Pčinjskega upravnega okraja.

## Demografija
V naselju, katerega izvirno (srbsko-cirilično) ime je Биљача, živi 1250 polnoletnih prebivalcev, pri čemer je njihova povprečna starost 29,7 let (28,9 pri moških in 30,5 pri ženskah). Naselje ima 401 gospodinjstev, pri čemer je povprečno število članov na gospodinjstvo 5,08.
To naselje je, glede na rezultate popisa iz leta 2002, večinoma  albansko.
|  |

| Demografija | Demografija     | Demografija     |
| Leto        | Št. prebivalcev | Št. prebivalcev |
| ----------- | --------------- | --------------- |
|             |                 |                 |
|             |                 |                 |
|             |                 |                 |
|             |                 |                 |
| 1948        | 1695            |                 |
| 1953        | 1773            |                 |
| 1961        | 1613            |                 |
| 1971        | 1881            |                 |
| 1981        | 2349            |                 |
| 1991        | 2534            | 2332            |
| 2002        | 2928            | 2036            |
|             |                 |                 |

| Etnična sestava po popisu iz leta 2002 | Etnična sestava po popisu iz leta 2002 | Etnična sestava po popisu iz leta 2002 | Etnična sestava po popisu iz leta 2002 | Etnična sestava po popisu iz leta 2002 |
| -------------------------------------- | -------------------------------------- | -------------------------------------- | -------------------------------------- | -------------------------------------- |
| Albanci                                | Albanci                                |                                        | 1.704                                  | 83,69%                                 |
| Srbi                                   | Srbi                                   |                                        | 163                                    | 8,00%                                  |
| Romi                                   | Romi                                   |                                        | 8                                      | 0,39%                                  |
| Madžari                                | Madžari                                |                                        | 2                                      | 0,09%                                  |
| Makedonci                              | Makedonci                              |                                        | 2                                      | 0,09%                                  |
| Neznano                                | Neznano                                |                                        | 16                                     | 0,78%                                  |